# Keep Us Together
Keep Us Together è un singolo del gruppo musicale inglese Starsailor, pubblicato nel 2006 ed estratto dall'album On the Outside.

## Tracce
- CD/7"

1. Keep Us Together
2. Rise Up